# Pinewood (Suffolk)
Pinewood – civil parish w Anglii, w hrabstwie Suffolk, w dystrykcie Babergh. Leży 4 km na południowy zachód od miasta Ipswich i 104 km na północny wschód od Londynu. W 2001 miejscowość liczyła 4013 mieszkańców.